# Cornișoru, Caraș-Severin
Cornișoru este un sat în comuna Băuțar din județul Caraș-Severin, Transilvania, România.